# Argyrogrammana praestigiosa
Espèce
Argyrogrammana praestigiosa est un insecte lépidoptère appartenant à la famille  des Riodinidae et au genre Argyrogrammana.

## Dénomination
Argyrogrammana praestigiosa a été nommée par Hans Ferdinand Emil Julius Stichel en 1929

## Description
Argyrogrammana praestigiosa est un papillon d'une envergure d'environ 30 mm au dessus des ailes antérieures de couleur jaune orangé dans la partie basale, noire barrée de bleu métallique sur tout le reste. Les ailes postérieures sont de couleur jaune orangé marquées de noir.
Le revers est beige rayé de marron avec des taches bleu métallique clair à l'apex.

## Écologie et distribution
Argyrogrammana praestigiosa est présent uniquement en Guyane.

### Biotope
Il réside dans la forêt tropicale.